# Merremia vitifolia
Merremia vitifolia es una especie de planta trepadora perteneciente a la familia Convolvulaceae. 

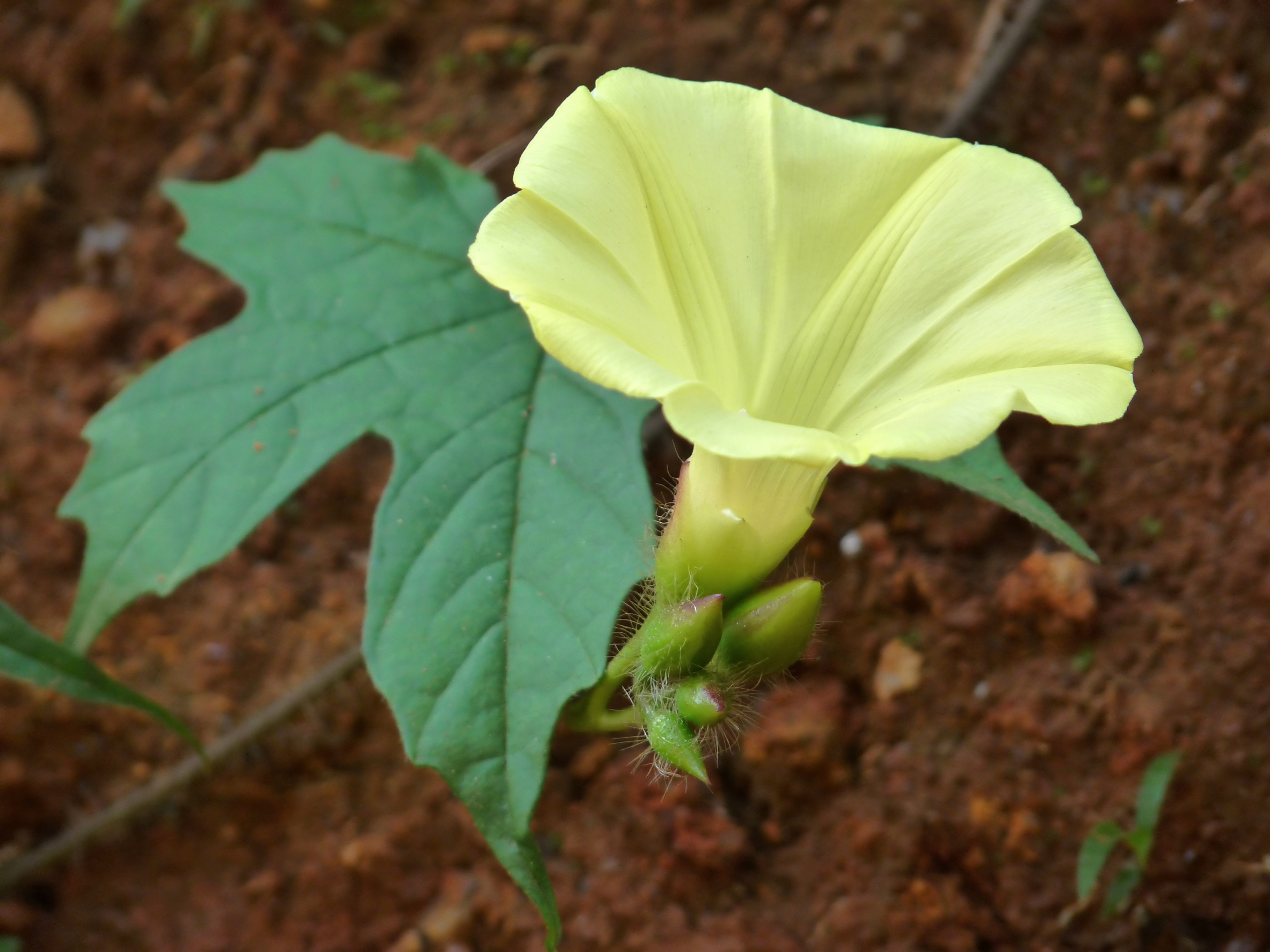
Vista de la planta

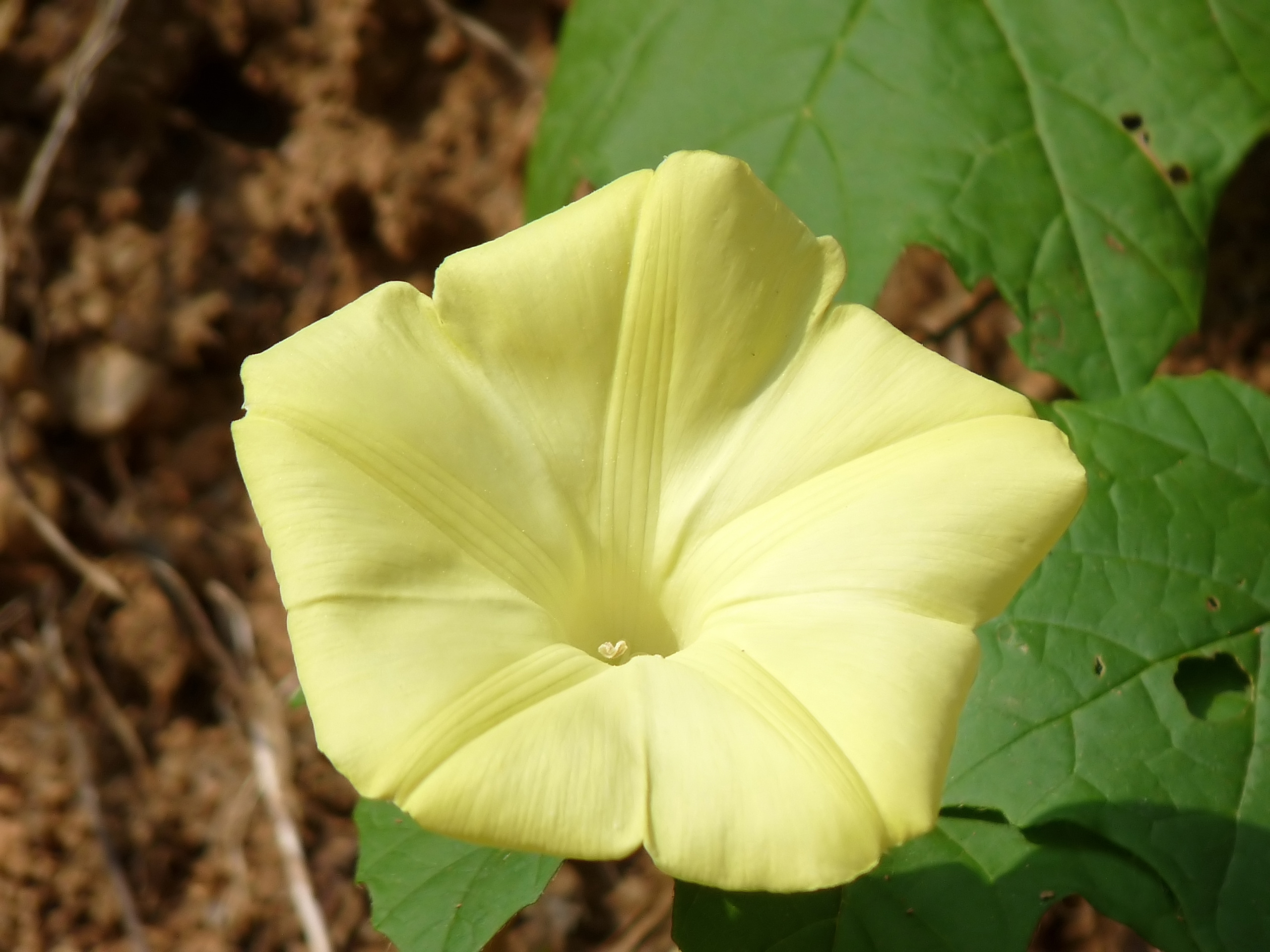
Flor

## Descripción
Son hierbas erectas o postradas; con pelos amarillentos o glabras. Los tallos de color púrpura, cilíndricos, estriados cuando son viejos, alcanzando un tamaño de 4 m de largo. Pecíolo 1-3 cm; hoja circular a grandes rasgos, de 5-18 X 4-15,5 cm, cordadas en la base, palmeada 5-7-ángulos o lóbulos; lóbulos ampliamente triangulares o ovadas-lanceoladas. Las inflorescencias con 1-3- o varias flores; pedúnculo 2-5 cm. Corola de color amarillo, más pálida en el tubo, de 2.5 a 5.5 cm. El fruto es una cápsula de color pajizo, ± globosa de 1,2 cm, como de papel. Semillas negro-marrón, de 7 mm, glabra.

## Distribución y hábitat
Se encuentra en los bordes de las carreteras, matorrales, bosques; a una altitud de (100-) 400 a 1.600 metros en Guangdong, Guangxi, Hainan, Yunnan, India, Indonesia, Laos, Malasia, Myanmar, Nepal, Sri Lanka, Tailandia y Vietnam.

## Propiedades
Se utiliza medicinalmente para tratar infecciones de la vejiga y dolores de estómago.

## Taxonomía
Merremia vitifolia fue descrita por (Burm.f.) Hallier f. y publicado en Botanische Jahrbücher für Systematik, Pflanzengeschichte und Pflanzengeographie 16(4–5): 552. 1893.
Etimología
Merremia: nombre genérico que fue otorgado en honor del naturalista alemán Blasius Merrem (1761 - 1824).
vitifolia: epíteto latíno que significa "con las hojas como el género Vitis".
Sinonimia
- Convolvulus angularis Burm. f.
- Ipomoea vitifolia (Burm. f.) Blume
- Ipomoea vitifolia var. angularis (Burm. f.) Choisy	[5][6]